# 福岡市立志賀中学校
福岡市立志賀中学校（ふくおかしりつ しかちゅうがっこう）は、福岡県福岡市東区大岳4丁目5番1号にある公立中学校である。

## 沿革
- 1947年（昭和22年）4月 - 志賀島村立志賀島中学校として開校。
- 1953年（昭和28年）7月 - 町制施行により志賀島村が志賀町となり、それに伴い志賀島中学校を志賀中学校と改名。
- 1971年（昭和46年）4月 - 福岡市と志賀町が合併により福岡市立志賀中学校に改称。
- 1976年（昭和48年）4月 - 特殊学級設置

## 部活動

### 運動部
- 剣道部
- 軟式野球部
- バスケットボール部（男子）
- 陸上部
- ソフトテニス部（男子）※2020年より
- ソフトテニス部（女子）
- ソフトボール部（女子）

### 文化部
- 吹奏楽部
- 英会話部
- 美術部 ※2020年より

## 校区
- 福岡市立西戸崎小学校
- 福岡市立勝馬小学校
- 福岡市立志賀島小学校

## 交通アクセス
- 九州旅客鉄道（JR九州）香椎線 西戸崎駅より2.9km

## 出身者
- さユり - シンガーソングライター[1]